# بنية الألماس المكعبة

وحدة الخلية في بنية الألماس المكعبة.

نموذج متحرك ثلاثي الأبعاد لبنية الألماس المكعبة

بنية الألماس المكعبة هي بنية بلورية متكررة تتألف من ثمان ذرات تأخذ فيها وحدة الخلية في البنية البلورية للمادة شكل المكعّب. بالإضافة إلى الألماس، الذي يعد من أكثر الأمثلة نمطية في هذا السياق، هناك بعض العناصر الكيميائية في مجموعة الكربون (المجموعة 14) بما فيها القصدير من النمط ألفا، والسيليكون والجرمانيوم، وكذلك سبائك سيليكون/جرمانيوم بأي نسبة.

## البنية البلورية
تصنف بنية الألماس المكعبة في الزمرة الفراغية Fd3m، والتي تتبع شبكة برافيه المكعبة مركزية الوجوه. تصف الشبكة الوحدة والنموذج المتكرر، والذي له وحدة متكررة من رباعيّي سطوح اثنين يرتبطان ببعضهما برابطة كيميائية في كل وحدة خلية أولية وفق خلية فيغنر-سايتز Wigner–Seitz cell، ويبتعدان عن بعضهما بنسبة 14 عرض وحدة الخلية في كل بعد. يمكن تمثيل شبكة الألماس المكعبة كزوج من شبكتين متقاطعتين ذات نظام بلوري مكعب مركزي الوجه تفصل بينهما مسافة تبلغ 14 عرض وحدة الخلية في كل بعد.
هناك بنية شبيهة ببنية الألماس المكعبة تأخذها بعض المركبات الكيميائية من أشباه الموصلات تعرف باسم بنية زنكبليند zincblende structure، حيث يحصل في هذه الحالة تناوب في الذرات. من أمثلة هذه المركبات زرنيخيد الغاليوم و بيتا كربيد السيليكون وإثميد الإنديوم. على الرغم من أن لهذه البنية زمرة فراغية F43m، إلا أن العديد من الخواص البنيوية مشابهة لبنية الألماس المكعبة.
تبلغ قيمة عامل الرص الذري Atomic packing factor مقدار π√316 ≈ 0.34، وهي أقل بكثير من عامل الرص للشبكة البلورية المكعبة مركزية الوجوه.

## اقرأ أيضاً
- نظام بلوري مكعب
- زركونيا مكعبة